# チャコールキャニスター
チャコールキャニスター(英: Charcoal Canister)、またはカーボンキャニスター（英:Carbon Canister）とは、自動車やオートバイの燃料タンクから、揮発性有機化合物の一種で、ヒトを含む生態系にとって有害であるガソリン蒸気（ガソリンベーパー）を大気中に放出しないように吸着する大気汚染防止機器である。ベーパーコレクター(英: Vapor Collector)と呼ばれる場合もある。この項目ではチャコールキャニスターと同様の原理で、燃料タンク給油口開放時のガソリン蒸気の放出を防ぐ、Onboard Refueling Vapor Recovery(ORVR)についても併せて記述する。

## 概要
チャコールキャニスターの主要な構造は活性炭（英: Charcoal）が詰められた缶状の容器（英: canister）で、これにガソリン蒸気を流入、放出するための配管や逆止弁を組み合わせて燃料蒸発ガス排出抑止装置を構成している。配管には燃料タンクなどからのガソリン蒸気を回収する経路と、エンジンの吸気系へガソリン蒸気を含んだ空気を送る経路、外気を取り入れる経路がある。
エンジンが停止中にタンク内から蒸発したガソリンはチャコールに捕捉され大気に放出されない。エンジンを作動させるとインテークマニホールドの負圧によってチャコールキャニスター内へ空気が吸引され、外気が通過することで活性炭に吸着されたガソリン蒸気は活性炭から分離され、エンジンの燃焼室に送られて燃焼される。
自動車では1963年に制定されたマスキー法の本格導入以前に自動車メーカーにより初歩の排出ガス対策として喧伝が行われたこともあり、キャブレターが一般的であった年式の車両からチャコールキャニスターが広く普及した。日本では1973年（昭和48年）度の新車から適合が義務付けられた自動車排出ガス規制（昭和48年排出ガス規制）から普及が進んだ。一方、日本では1998年（平成10年）まで、オートバイが自動車排出ガス規制の対象外で、それ以前の車種には搭載されていない。

## 周辺装置
燃料タンクやキャブレターのフロート室へ接続される経路には、ガソリン蒸気の逆流を防止する逆止弁が取り付けられている場合がある。また、濃度の高いガソリン蒸気を凝縮させて燃料タンクに戻す、コレクタータンクが燃料タンク付近に設けられる場合もある。
インテークマニホールドに接続される経路には、パージコントロールバルブと呼ばれるチェックバルブや電磁弁、あるいはダイアフラムが取り付けられ、エンジンが回転してインテークマニホールドに負圧が発生している間のみ、ガソリン蒸気がチャコールキャニスターから吸引されるようになっている。パージコントロールバルブは、はじめは単純なチェックバルブが用いられていたが、その後にインテークマニホールドの負圧を利用して、回収経路を閉じるダイアフラムバルブが用いられるようになった。近年はターボチャージャーなどの過給機などによってインテークマニホールド内が正圧になってもチャコールキャニスターに逆流しないように、エンジンコントロールユニットで精密に制御された電磁弁が用いられるようになっている。
新鮮な空気（パージエア）を取り込む経路には、チャコールキャニスターに塵などが侵入することを防ぐエアフィルターや、ガソリン蒸気が漏出することを防ぐ逆止弁が組み込まれる場合がある。パージエアフィルターをもたない場合はエンジン吸気経路のエアクリーナーケースに接続される。
自然流下式の燃料供給や、ごく簡易なダイヤフラム式燃料ポンプによる燃料供給の場合には、タンク内の圧力を大気と等しく保つ必要がある。燃料蒸発ガス排出抑止装置の装備が義務づけられていない車種では燃料タンクのキャップに小さな通気口が設けて圧力の解放を行っているが、同時にガソリン蒸気をこの通気口から排出してしまう。排出抑止装置の装備が義務づけられた車種ではチャコールキャニスターを介して燃料タンクの通気が行われ、燃料キャップは密閉される構造となっている。近年では完全密閉型ではなく逆止弁を用いた吸気口を設けた燃料キャップが使われる場合も多い。

## アメリカ合衆国の蒸散ガス排出規制
蒸散ガス排出規制とは、自動車の燃料装置から発生するガソリン蒸気の大気中への排出を規制するためのものである。1971年以降アメリカ合衆国では、燃料装置を完全密閉して直接大気に通気しない構造とするように義務付けられ、チャコールキャニスターをはじめとするELCDが登場した。ELCDはやがて全米で販売される全てのガソリンエンジン車両に装着が義務付けられ、日本から輸出されるオートバイも北米向け車両にはチャコールキャニスターが装着されるようになった。
また2006年以降、アメリカ国内で販売される全ての乗用車には給油口を開けた際にガソリン蒸気が放出されることを抑制する機構である、Onboard Refueling Vapor Recovery (ORVR)の装着も義務づけられている。ORVRは燃料タンクの給油パイプに活性炭フィルターを内蔵したもので、捕集された蒸散ガソリンはチャコールキャニスターと同様に、エンジンが運転中に吸気系に引き込んで燃焼させる。2000年以降からアメリカ合衆国環境保護庁によって装着が勧告され、2006年から未装着車の販売規制が行われた。